# Cordia obtusa
Cordia obtusa är en strävbladig växtart som beskrevs av Isaac Bayley Balfour. Cordia obtusa ingår i släktet Cordia, och familjen strävbladiga växter. Inga underarter finns listade i Catalogue of Life.